# هومي كي. بابا
هومي كارشدجي بابا (مواليد 1 نوفمبر 1949) عالم هندي بريطاني، ومنظر نقدي. أستاذ شغل كرسي آن إف. روتنبرغ للعلوم الإنسانية بجامعة هارفارد. أحد أهم الشخصيات في دراسات ما بعد الاستعمار المعاصرة، وقد طور عددًا من الألفاظ الجديدة للمجال والمفاهيم الرئيسية، مثل التهجين، والمحاكاة، والاختلاف، والتناقض. تصف مثل هذه المصطلحات الطرق التي قاوم بها المستعمَرون سلطة المستعمر، وفقًا لنظرية بابا. في عام 2012، حاز جائزة بادما بوشن في مجال الأدب والتعليم من الحكومة الهندية. متزوج من جاكلين بابا المحامية بجامعة هارفارد ولديهما ثلاثة أطفال.

## سيرة مهنية
بعد أن حاضر في قسم اللغة الإنجليزية في جامعة ساسكس لأكثر من عشر سنوات، حصل بابا على زمالة عليا في جامعة برينستون حيث عُين أستاذًا زائرًا في جامعة أولد دومينيون. كان أستاذًا زائرًا لشتاينبرغ في جامعة بنسلفانيا حيث ألقى سلسلة محاضرات ريتشارد رايت. في كلية دارتموث، كان بابا زميلًا في هيئة التدريس في كلية النقد والنظرية. منذ عام 1997 وحتى عام 2001 شغل منصب أستاذ تشيستر دي. تريب في العلوم الإنسانية بجامعة شيكاغو. في 2001-2002، شغل منصب أستاذ زائر متميز في كلية لندن الجامعية. وهو أستاذ آن إف. روتنبرغ للغة والآدب الإنجليزي والأمريكي في جامعة هارفارد منذ عام 2001. يعمل بابا أيضًا في مجموعة التحرير لبابليك كالتشر، وهي مجلة أكاديمية تنشرها مطبعة جامعة ديوك. عمل في لجنة تحكيم العلوم الإنسانية لجائزة إنفوسيس لمدة ثلاث سنوات. حصل على جائزة بادما بوشن من قبل حكومة الهند في عام 2012.

## أفكار

### تهجين
تصف إحدى أفكاره الرئيسية هي فكرة «التهجين»، المأخوذة من عمل إدوارد سعيد، ظهور أشكال ثقافية جديدة من التعددية الثقافية. بدلًا من رؤية الاستعمار على أنه شيء من الماضي، يظهر بابا كيف أن تاريخه وثقافته تتطفل باستمرار على الحاضر، مطالبًا بتغيير فهمنا للعلاقات بين الثقافات. حوّل عمله دراسة الاستعمار من خلال تطبيق منهجيات ما بعد البنيوية على النصوص الاستعمارية.

### تناقض
ترى فكرة التناقض أن الثقافة تتكون من تصورات وأبعاد متضاربة. يدعي بابا أن هذا التناقض -هذه الازدواجية التي تقدم انقسامًا في هوية الآخر المستعمر- تتيح للكائنات تهجين هويتها الثقافية مع الهوية الثقافية للمستعمر. يساهم التناقض في سبب اتسام القوة الاستعمارية بتأخرها. لا تكتسب الدلالات الاستعمارية للسلطة معانيها إلا بعد أن «يعيد السيناريو الصادم للاختلاف الاستعماري، ثقافيًا أو عرقيًا، عين القوة إلى صورة أو هوية قديمة. ومع ذلك، من المفارقات أن مثل هذه الصورة لا يمكن أن تكون «حقيقية» -بحكم فعل التكرار الذي يبنيها -ولا متطابقة -بحكم الاختلاف الذي يحددها». بناءً على ذلك، يظل الوجود الاستعماري متناقضًا، منقسمًا بين مظهره الأصلي والموثوق به وبين تعبيره عن التكرار والاختلاف. هذا يفتح بُعدي الخطاب الاستعماري: البُعد الذي يتسم بالاختراع والإتقان وبُعد التشرد والخيال.

### الاختلاف الثقافي، والنطق، والصورة النمطية
يقدم بابا الاختلاف الثقافي بديلًا للتنوع الثقافي. في التنوع الثقافي، الثقافة هي «موضوع المعرفة التجريبية» وتوجد مسبقًا للعارف بينما يرى أن الاختلاف الثقافي هو النقطة التي تلتقي عندها ثقافتان أو أكثر حيث تحدث معظم المشاكل، المبنية بشكل استطرادي بدلًا من إعطاءها مسبقًا، «عملية نطق الثقافة على أنها (معرفة)». النطق هو فعل اللفظ أو التعبير عن ثقافة تحدث في الفضاء الثالث. بما أن الثقافة ليست مسبقة أبدًا، فلا بد من نطقها. يُكتشف الاختلاف الثقافي ويُعترف به من خلال النطق. تقدم العملية التصريحية فجوة بين تقاليد نظام مرجعي مستقر ونفي يقين الثقافة في صياغة ثقافية جديدة ومعاني واستراتيجيات في الحاضر السياسي، كممارسة للسيطرة أو المقاومة.
بالتالي، فإن الاختلاف الثقافي هو عملية تحديد، في حين أن التنوع الثقافي مقارن ومصنف. علاوة على ذلك، فإن إمكانية الاختلاف والتعبير هي التي يمكن أن تحرر دلالة الجلد/الثقافة من تثبيت التصنيف العنصري، ومع ذلك، فإن الصورة النمطية تعيق تداول وتعبير دلالة «العرق» كأي شيء آخر غير ذلك. أحد الجوانب المهمة للخطاب الاستعماري وما بعد الاستعماري هو اعتمادهما على مفهوم «الثبات» في بناء الآخر. الثبات يعني التكرار، والصلابة، والنظام غير المتغير، وكذلك الفوضى. تعتمد الصورة النمطية على فكرة الثبات. تخلق الصورة النمطية «هوية» تنبع من الإتقان والمتعة بقدر ما تنبع من القلق والدفاع عن المهيمن، «لأنها شكل من أشكال المعتقدات المتعددة والمتناقضة في اعترافها بالاختلاف والتنصل منه».

## المحاكاة
مثل مفهوم بابا عن التهجين، فإن المحاكاة هي مجاز للوجود. تظهر المحاكاة عندما يقلد أفراد المجتمع المستعمَر ثقافة المستعمرين ويتبنونها. يؤكد جاك لاكان أن «المحاكاة هي التمويه... إنها ليست مسألة تناغم مع الخلفية، ولكن أن تصبح مرقشًا على خلفية مرقطة». يأتي التقليد الاستعماري من رغبة المستعمرين في إصلاح آخر يمكن التعرف عليه، كموضوع للاختلاف، كما كتب بابا: «نفس الشيء تقريبًا، لكن ليس تمامًا». وبالتالي، فإن المحاكاة هو علامة على التعبير المزدوج؛ استراتيجية تخصص الآخر كما تتصور السلطة. علاوة على ذلك، فإن المحاكاة هو علامة على عدم الملاءمة، «الاختلاف أو التمرد الذي يوحد الوظيفة الاستراتيجية المهيمنة للقوة الاستعمارية، ويكثف المراقبة، ويشكل تهديدًا وشيكًا لكل من المعرفة» الطبيعية «والسلطات التأديبية».
بهذه الطريقة، تعطي المحاكاة للموضوع الاستعماري حضورًا جزئيًا، وكأن «المستعمر» يعتمد على تمثيله في الخطاب الرسمي نفسه. من المفارقات أن المستعمرين يرغبون في الظهور على أنهم «أصليون» من خلال المحاكاة -ومن خلال عملية الكتابة والتكرار- والتمثيل الجزئي. من ناحية أخرى، لا يفسر بابا المحاكاة على أنها تعريف نرجسي للمستعمر إذ يتوقف المستعمر عن كونه شخصًا دون وجود المستعمر في هويته. يرى المحاكاة على أنها: «رؤية مزدوجة تؤدي إلى الكشف عن ازدواجية الخطاب الاستعماري، وإلى تعطيل سلطته أيضًا، وهي رؤية مزدوجة ناتجة عما وصفه بالتمثيل الجزئي/الاعتراف بالجسم الاستعماري... أرقام مضاعفة، كائنات مجازية للرغبة الاستعمارية التي تنفر من طريقة وطبيعية تلك الخطابات المهيمنة التي تظهر فيها على أنها (مواضيع استعمارية غير مناسبة)».
تنقلب رغبة المستعمر عندما ينتج الاستيلاء الاستعماري رؤية جزئية لوجود المستعمر؛ نظرة من الآخر هي نظير نظرة المستعمر التي تشارك نظرة الأنساب التي تحرر الفرد المهمش وتكسر وحدة الإنسان التي من خلالها بسط سيادته. وهكذا، «يصبح المراقب هو التمثيل المرصود والجزئي يعيد تشكيل مفهوم الهوية برمته ويعزلها عن الجوهر».
الفضاء الثالث
يعمل الفضاء الثالث كمنطقة غامضة تتطور عندما يتفاعل شخصان/ثقافتان أو أكثر (قارن هذا بمفهوم إدوارد دبليو سوجا للفضاء الثالث). إنه «يتحدى إحساسنا بالهوية التاريخية للثقافة كقوة متجانسة وموحدة، موثقة من قبل الماضي الأصلي، وظلت حية في التقاليد الوطنية للشعب». هذا المجال المتناقض من الخطاب، والذي يعمل موقعًا لظروف النطق الاستطرادية، «يحل محل سرد الغرب المكتوب في وقت متجانس ومتسلسل». يفعل ذلك من خلال «زمانية النطق المشوشة». يدعي بابا أن «البيانات والأنظمة الثقافية مبنية في هذا الفضاء المتناقض والمتضارب من النطق». نتيجة لذلك، فإن الادعاءات الهرمية للأصالة الفطرية أو نقاء الثقافات باطلة. يشير الكلام إلى أن الثقافة ليس لها ثبات، وحتى الإشارات نفسها يمكن تخصيصها، وترجمتها، وإعادة تأريخها، وقراءتها من جديد.